# إعدام ناهض ورامز بربخ
في 25 يناير 2024، جرى إعدام ناهض ورامز بربخ : ناهض (13 عاما) ورامز (20 عاما)، بالرصاص أثناء اضطرارهم مع عائلتهم للنزوح من منزلهم في حي الأمل غرب خان يونس. الأشقاء ناهض ورامز كانوا قد نزحوا إلى رفح من حي الأمل، وخلال نزوحهم، وجدوا أنفسهم في منطقة توزيع المساعدات. وخلال توجههم لجلب المساعدات، تعرض ناهض لإطلاق نار من قبل قناص إسرائيلي، وعندما حاول شقيقه رامز إنقاذه، تعرض هو ايضاً لإطلاق النار، وسقط فوقه وهما يحملان الراية البيضاء.

## التفاعل
انتشرت صور جثثهم على نطاق واسع عبر وسائل التواصل الاجتماعي ومواقع الأخبار الدولية. ولاحظ المتفاعلون وجود راية بيضاء بجوار جثثهم، ورمزوا من خلالها إلى حالتهم كمدنيين. اعتبر البعض أن هذه الصورة لإعدامهم تعكس مخاطر النزوح وتظهر الخوف الذي يعيشه سكان قطاع غزة منذ بداية الحرب الفلسطينية الإسرائيلية 2023-2024.